# Dubravica (Požarevac)
Dubravica (Servisch cyrillisch Дубравица) is een plaats in de Servische gemeente Požarevac. De plaats telt 1225 inwoners (2002).